# Хлемуци
Хлемуци (греч. Χλεμούτσι, Клермон, фр. château de Clermont, Кастель-Торнезе, итал. Castel Tornese) — сохранившийся средневековый замок эпохи франкократии, в окрестностях современного порта Килини в Греции, на побережье Ионического моря на западе Элиды, на северо-западе Пелопоннеса, построенный в период с 1220 по 1223 год князем Жоффруа I де Виллардуэном. Крепость играла важную роль в Ахейском княжестве, являлась «ключом к Элладе». Замок расположен  на полуострове Килини, отделяющем заливы Килиниос и Хелонитис, напротив острова Закинф, в недоступном и укреплённом месте. Замок имел форму многоугольника с двумя поясами стен и круглыми башнями. Крепость была построена западноевропейскими зодчими. Первоначально замок назывался Клермон (фр. château de Clermont), затем Кастель-Торнезе (итал. Castel Tornese), потому что в нём был монетный двор, в котором чеканился турский грош (итал. tornese). Гаванью Ахейского княжества являлась Кларенца.
Замок Клермон был впечатляющим зданием, о чём свидетельствуют его нынешние руины. Его башни были видны с Закинфа, в то время как его стены были недоступны. Согласно «Морейской хронике», этот замок был настолько мощным, что было достаточно его одного, чтобы контролировать весь Пелопоннес. Согласно «Морейской хронике», около 1282 года Анна Комнина Дукиня, наследница родовых владений Виллардуэнов, обменяла замок Хлемуци и баронство Каламата на обширные земли в Мессении.

## Музей
Во внутреннем дворе замка расположен «музей под открытым небом». Постоянная тематическая экспозиция музея «Эпоха рыцарей-крестоносцев в Мории» включает более 500 предметов, датируемых XIII—XV веками. Ядром музея является двухэтажное помещение во внутреннем дворе площадью 320 м², которое отождествляется с одним из жилых помещений франкских князей. Также используются два помещения площадью 35 и 70 м², расположенные под княжеской часовней и приёмным залом соответственно. Кроме того, на благоустроенной территории внутреннего двора (около 40 м²) выставлены под открытым небом каменные экспонаты.
Создание музея начато в 1994 году. В 2000 году завершены реставрационные работы. Первоначально предполагалось выставить в музее экспонаты в том числе византийской эпохи. Постоянная тематическая экспозиция музея «Эпоха рыцарей-крестоносцев в Мории» открыта в 2009 году, а экспонаты византийской эпохи переданы в Археологический музей Пиргоса.